# 다발경색 치매
다발경색성 치매는 시작이 급성이고 경과는 계단식으로 악화되는 것을 발병 특징으로하는 혈관성 치매의 일종이다. 다발경색성 치매를 일으키는 뇌졸중은 큰 동맥의 폐색보다는 가는 동맥의 폐색으로 인한 뇌졸중이 더 중요하다. 특히 모세혈관 수준에서 발병은 특별한 자각을 인식하기 어려울정도로 서서히 수년간을 뇌전반에 지속적으로 악영향을 미치므로써 추가적인 2차 병인에대한 직간접적인 동반을 유도할 수 있다.

## 혈관성 치매
혈관성 치매는 알츠하이머에 이어 두 번째로 보여지는 치매 원인이며 전체 치매 환자의 약 20%로 알려져있다. 그 외에 약 15%에서는 혈관성 치매와 알쯔하이머병이 같이 있는 혼합형 치매환자로 보고된다. 혈관성 치매의 유형으로는 다발경색성 치매, 빈스반거병, 대뇌 아밀로이드 혈관증, 다발성 대뇌 색전증, 두 개의 동맥질환 그리고 심장성 치매 등이 있다.

## 같이 보기
- 파킨슨병
- ICD-10